# Liste der Mitglieder des Landtages des Saarlandes (10. Wahlperiode)

Sitzverteilung während der 10. Legislaturperiode

Der Landtag des Saarlandes für die zehnte Legislaturperiode wurde am 28. Januar 1990 auf fünf Jahre gewählt. Er hatte 51 Sitze, wovon 30 auf die SPD, 18 auf die CDU und drei auf die FDP entfielen.

## Abgeordnete
| Mitglied des Landtages | Lebensdaten | Partei | Wahlkreis   | Bemerkungen                                          |
| ---------------------- | ----------- | ------ | ----------- | ---------------------------------------------------- |
| Monika Beck            | 1941–2021   | CDU    | Landesliste |                                                      |
| Reiner Braun           | 1948        | SPD    | Landesliste |                                                      |
| Margit Conrad          | 1952        | SPD    | Saarbrücken | Mandat niedergelegt am 9. September 1991             |
| Richard Dewes          | 1948        | SPD    | Neunkirchen | Mandat niedergelegt am 22. Februar 1990              |
| Horst Edig             | 1935–2022   | SPD    | Neunkirchen |                                                      |
| Irmtraud Engeldinger   | 1949        | SPD    | Saarlouis   |                                                      |
| Albrecht Feibel        | 1940–2011   | CDU    | Neunkirchen |                                                      |
| Winfried Frank         | 1932–2020   | CDU    | Landesliste |                                                      |
| Peter Freichel         | 1953        | SPD    | Saarlouis   | nachgerückt am 2. Juli 1992 für Leo Petry            |
| Willi Gehring          | 1949        | CDU    | Saarbrücken |                                                      |
| Peter Gillo            | 1957        | SPD    | Saarbrücken |                                                      |
| Gerhard Geisen         | 1941        | SPD    | Neunkirchen |                                                      |
| Marianne Granz         | 1942        | SPD    | Landesliste |                                                      |
| Dieter Gruschke        | 1939–2019   | SPD    | Saarlouis   |                                                      |
| Peter Hans             | 1950–2007   | CDU    | Neunkirchen |                                                      |
| Kurt Hartz             | 1935–2014   | SPD    | Neunkirchen |                                                      |
| Edmund Hein            | 1940–2022   | CDU    | Saarlouis   |                                                      |
| Albrecht Herold        | 1929–2025   | SPD    | Neunkirchen |                                                      |
| Roswitha Hollinger     | 1945–2023   | SPD    | Saarbrücken |                                                      |
| Peter Jacoby           | 1951        | CDU    | Saarbrücken |                                                      |
| Karl-Josef Jochem      | 1952–2024   | FDP    | Landesliste | nachgerückt am 29. Oktober 1992                      |
| Hans Kasper            | 1939–2023   | SPD    | Saarlouis   |                                                      |
| Joachim Kiefaber       | 1945        | FDP    | Saarbrücken | nachgerückt am 5. November 1990                      |
| Reinhard Klimmt        | 1942        | SPD    | Saarbrücken |                                                      |
| Oskar Lafontaine       | 1943        | SPD    | Saarbrücken |                                                      |
| Karin Lawall           | 1949        | SPD    | Saarbrücken | nachgerückt am 11. September 1991 für Margit Conrad  |
| Armin-Emil Lang        | 1947        | SPD    | Neunkirchen |                                                      |
| Friedel Läpple         | 1938        | SPD    | Landesliste |                                                      |
| Hans Albert Lauer      | 1942–2021   | SPD    | Landesliste |                                                      |
| Kurt Leick             | 1942–2007   | SPD    | Saarlouis   | Mandat nicht angenommen                              |
| Josef Leinen           | 1948        | SPD    | Saarbrücken |                                                      |
| Hans Ley               | 1954–2015   | CDU    | Neunkirchen |                                                      |
| Gerd Meyer             | 1944        | CDU    | Saarbrücken |                                                      |
| Brunhilde Müller       | 1942        | FDP    | Landesliste |                                                      |
| Peter Müller           | 1955        | CDU    | Landesliste |                                                      |
| Gerlinde Neumann       | 1938–2008   | SPD    | Neunkirchen |                                                      |
| Leo Petry              | 1948        | SPD    | Saarlouis   | Mandat niedergelegt am 1. Juli 1992                  |
| Willi Portz            | 1951        | SPD    | Saarlouis   |                                                      |
| Helmut Rauber          | 1945        | CDU    | Neunkirchen |                                                      |
| Horst Rehberger        | 1938        | FDP    | Saarbrücken | Mandat niedergelegt am 4. November 1990              |
| Isolde Ries            | 1956        | SPD    | Saarbrücken |                                                      |
| Jürgen Rischar         | 1944        | SPD    | Saarbrücken |                                                      |
| Leo Stefan Schmitt     | 1952        | SPD    | Landesliste |                                                      |
| Kurt Schoenen          | 1943        | CDU    | Saarlouis   |                                                      |
| Jürgen Schreier        | 1948        | CDU    | Saarlouis   |                                                      |
| Marlis Schwenk         | 1945–2021   | SPD    | Neunkirchen |                                                      |
| Thomas Seilner         | 1957        | CDU    | Saarlouis   |                                                      |
| Christel Steitz        | 1939        | CDU    | Neunkirchen |                                                      |
| Rainer Tabillion       | 1950        | SPD    | Neunkirchen |                                                      |
| Erika Ternes           | 1941–2022   | SPD    | Saarlouis   |                                                      |
| Klaus Töpfer           | 1938–2024   | CDU    | Landesliste | Mandat nicht angenommen – 15. Februar 1990           |
| Alfons Vogtel          | 1952–2022   | CDU    | Neunkirchen |                                                      |
| Erwin Volz             | 1949        | SPD    | Neunkirchen | nachgerückt am 1. Februar 1991 für Hans-Georg Wagner |
| Hans-Georg Wagner      | 1938–2025   | SPD    | Neunkirchen | Mandat niedergelegt am 31. Januar 1991               |
| Norbert Wagner         | 1936–1994   | FDP    | Landesliste | Mandat niedergelegt am 29. Oktober 1992              |
| Rudolf Warnking        | 1937–2025   | CDU    | Saarbrücken |                                                      |
| Rita Waschbüsch        | 1940        | CDU    | Saarlouis   |                                                      |
| Rüdiger Zakrzewski     | 1946        | SPD    | Neunkirchen | nachgerückt am 27. Februar 1990 für Richard Dewes    |